# フリーダム・コール
フリーダム・コール（Freedom Call）は、ドイツ出身のパワーメタル・バンド。
1998年に結成。2017年に初来日。

## メンバー
※2018年時点

### 現ラインナップ
- クリス・ベイ（Chris Bay） - ヴォーカル/ギター (1998– )
元ムーンドック(元アクセプトのハーマン・フランクが率いていたバンド) 。
- ラーズ・レトコウィツ（Lars Rettkowitz） - ギター (2005– )

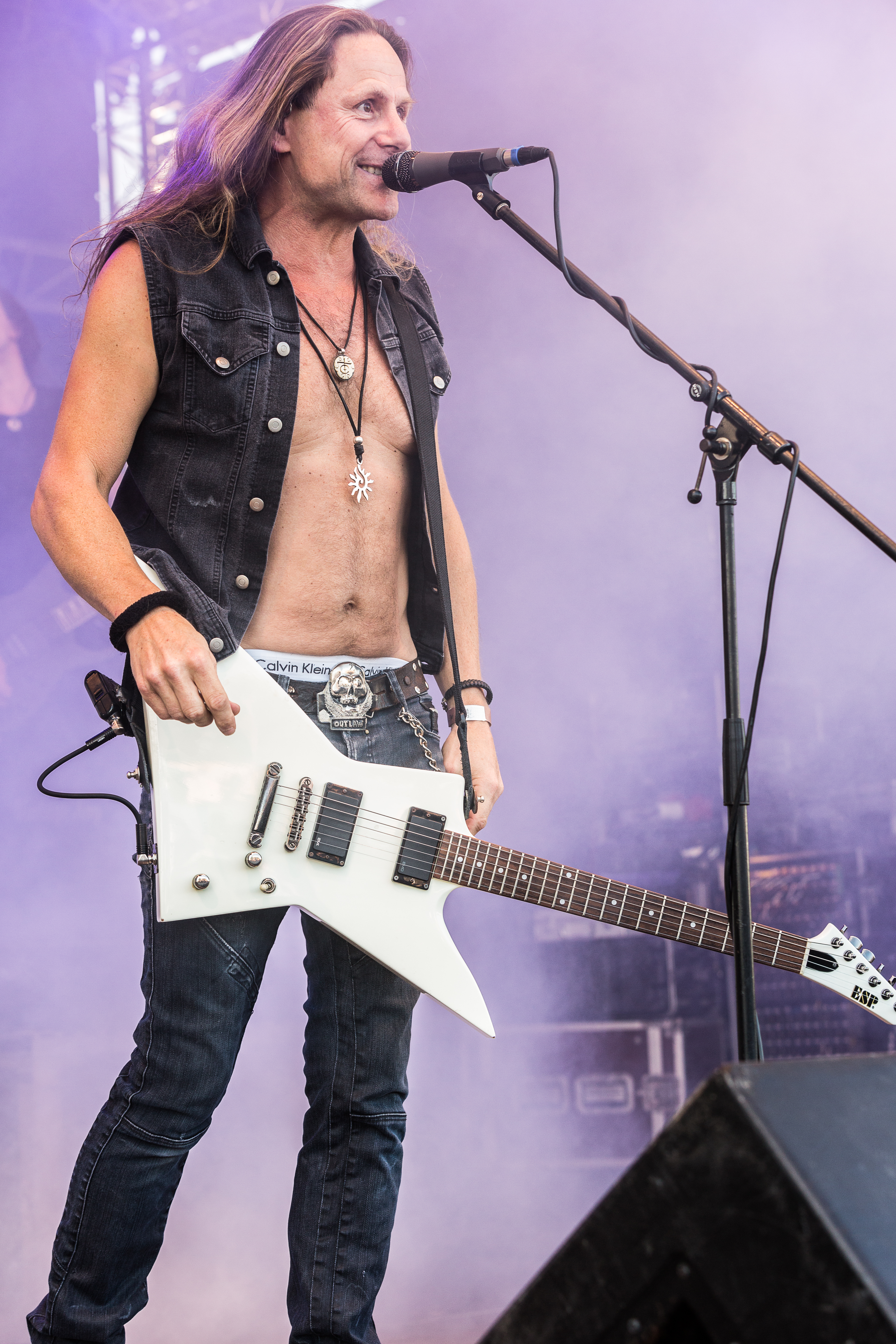
クリス・ベイ(Vo/G) 2018年
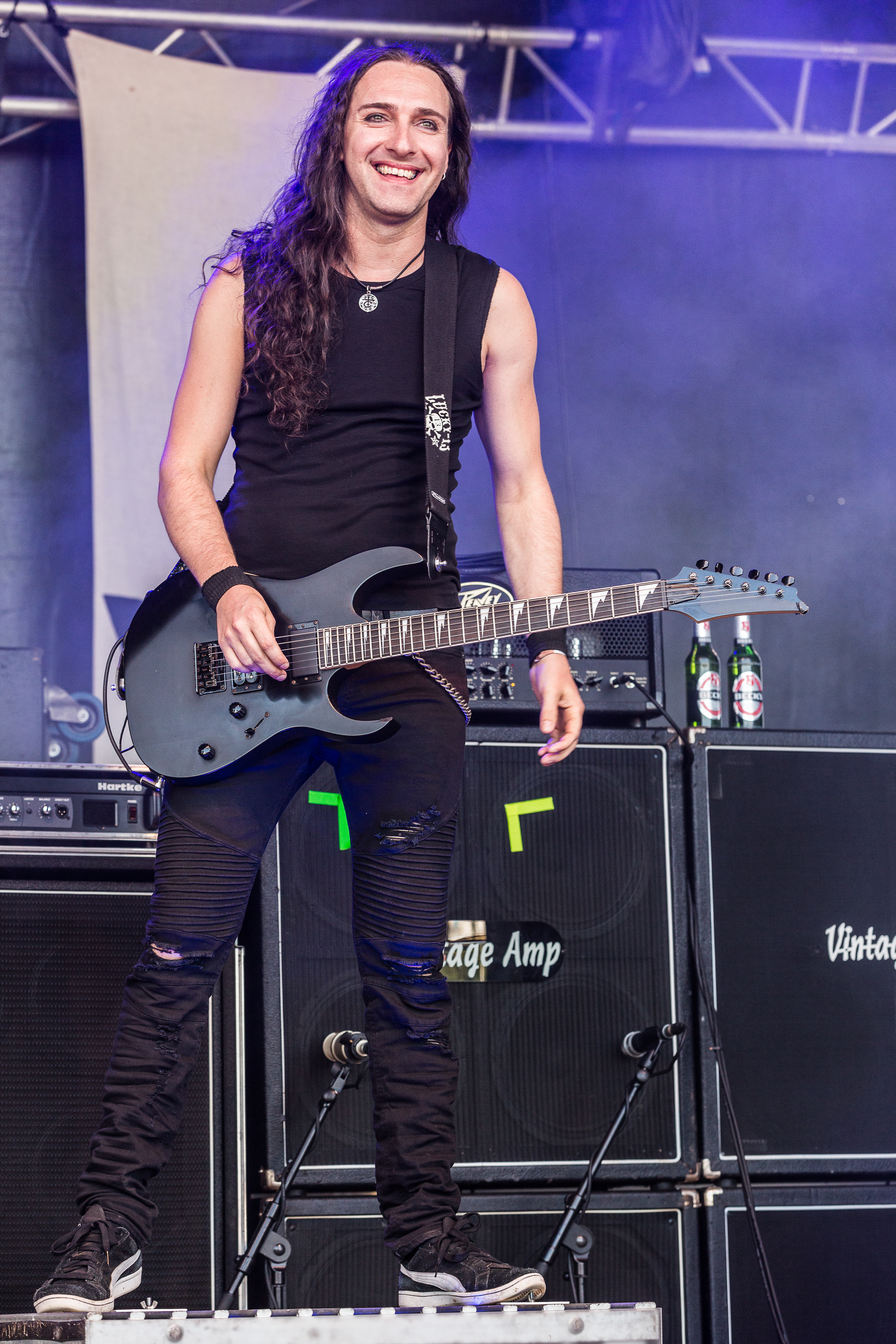
ラーズ・レトコウィツ(G) 2018年

### 旧メンバー
- サシャ・ゲルストナー（Sascha Gerstner） - ギター (1998–2001)
- イルケール・エルジン（Ilker Ersin） - ベース (1998–2005, 2013–2018)
- ダン・ツィマーマン（Dan Zimmermann) - ドラムス (1998–2010)
- セドリック・デュポン (Cédric "Cede" Dupont) - ギター (2001–2005)
- ニルス・ニューマン（Nils Neumann） - キーボード (2004-2005)
- アーミン・ドンデラー（Armin Donderer） - ベース (2005–2009)
- サミー・セーマン（Samy Saemann） - ギター (2009–2013)
- クラウス・スペリング（Klaus Sperling) - ドラムス (2010–2013)
- ラミー・アリ（Ramy Ali） - ドラムス (2013–2018)

## ディスコグラフィ
スタジオアルバム
- Stairway to Fairyland（1999年）
- Crystal Empire（2001年）
- Eternity（2002年）
- Circle of Life（2005年）
- Dimensions（2007年）
- Legend of the Shadowking（2010年）
- Land of the Crimson Dawn（2012年）
- Beyond（2014年）
- Master Of Light（2016年）
- M.E.T.A.L. (2019年)

ライブアルバム
- Live Invasion（2004年）
- Live In Hellvetia（2011年）

EP/ミニアルバム
- Taragon（1999年）
- Silent Empire（2001年）

コンピレーション
- Ages Of Light（2013年）